# Buffy the Vampire Slayer, 9. Staffel
Buffy the Vampire Slayer, 9. Staffel, oder auch Buffy Staffel 9, ist eine Comicreihe, die in den USA unter dem Titel Buffy the Vampire Slayer Season 9 als Fortsetzung der von 2007 bis 2011 erschienenen Comicreihe Buffy The Vampire Slayer, 8. Staffel vertrieben wird. Sie gilt, wie ihr Vorgänger, als die kanonische Fortsetzung der erfolgreichen amerikanischen Fernsehserie Buffy – Im Bann der Dämonen, welche im Jahr 2003 nach sieben Staffeln endete.
Die 9. Staffel beinhaltet einen neuen Buffy-Ableger, Angel & Faith, der, wie die Hauptserie, 25 Einzelhefte umfasst. Sie erschien in den USA vom 31. August 2011 bis 28. August 2013 im Darkhorse-Verlag. In Deutschland wird die Comicreihe im Panini-Verlag vertrieben. Während Buffy in fünf Sammelbänden mit je fünf Einzelheften bereits veröffentlicht wurde, erschienen von Angel & Faith bisher drei Bände in deutscher Sprache.
Die Handlung der Hauptserie konzentriert sich auf Buffy, die inzwischen in San Francisco lebt und sich den Herausforderungen einer vom magischen Einfluss befreiten Welt stellen muss. Die Begleitserie Angel & Faith ist dagegen in London angesiedelt und verfolgt mehrere Handlungsfäden aus der achten Buffy-Staffel weiter. Die jeweils aus fünf Zusatzheften bestehenden Miniserien Willow: Wonderland und Spike: A Dark Place stellen die nötige Verbindung zwischen den beiden Handlungssträngen her. Bisher ist nur die Willow-Miniserie unter dem Titel Buffy Staffel 9 Band 6: Willow in deutscher Sprache erschienen.
Nachdem die Serie mit Staffel 10 (6 Bände) und Staffel 11 (3 Bände) fortgesetzt wurde, bekam sie mit Staffel 12 (nur 1 Band) einen Abschluss, indem alle Handlungsstränge zusammengeführt wurden. Danach wurde die Serie in einem moderneren Design als Reboot neugestartet.

## Autoren und Illustratoren
Diesmal übernahm Andrew Chambliss die Aufgabe des Autors der Hauptserie, nachdem Joss Whedon aufgrund von Dreharbeiten für seinen Film Marvel’s The Avengers anderweitig beschäftigt war. Zum Autorenteam der Hauptserie gehörten außerdem Scott Allie, Jane Espenson und Drew Z. Greenberg. Christos Gage schrieb den Ableger Angel & Faith allein. Die teilweise bereits bekannten Illustratoren Jo Chen, Karl Moline und Georges Jeanty, Rebekah Isaacs (Angel & Faith) sowie Paul Lee und Brian Ching (Miniserien), waren für die zeichnerische Umsetzung der Comics zuständig.

## Handlung

### Buffy

#### Band 1: „Im freien Fall“
Band 1 enthält die Sammlung der Hefte 1 bis 5
Im Finale der achten Staffel hat Buffy die menschliche Welt durch die Zerstörung der Saat (engl. Seed) von allem übernatürlichen Einfluss abgeschnitten. Dies hatte jedoch zur Folge, dass auch alle Magie aus dem Universum verbannt wurde und Buffys beste Freundin Willow als Hexe machtlos zurückließ. Damit beendete Buffy auch die lange Reihe der Vampirjägerinnen und wird seitdem von Hunderten von Mädchen gehasst. In der Hoffnung auf einen Neuanfang ist Buffy nach San Francisco umgezogen, wo sie in einer WG mit zwei Mitbewohnern lebt. Sie besucht die Universität und arbeitet in einem Coffee-Shop als Kellnerin. Nachts begibt sich Buffy in gewohnter Manier auf Vampirjagd, auch wenn es für sie nicht mehr viel zu tun gibt. Das Verhältnis zu ihrer Schwester Dawn sowie zu ihren besten Freunden Xander und Willow wird noch immer von den Ereignissen der achten Staffel überschattet. Riley, Spike und Andrew sind die einzigen, die noch uneingeschränkt hinter ihr stehen. Seit der Verbannung der Magie aus der menschlichen Welt ist es dem dämonischen Teil der neu erschaffenen Vampire nach ihrer Verwandlung nicht mehr möglich, die volle Kontrolle über ihre menschliche Seite zu übernehmen. Dadurch entsteht eine hirnlose blutrünstige Kreatur, die mehr mit einem Zombie als mit einem üblichen Vampir gemein hat und deshalb gemeinhin als Zompir bezeichnet wird.
Die Ermittler der SFPD (San Francisco Police Department), Dowling und Cheung, untersuchen mehrere mysteriöse Mordfälle, in denen die Opfer ehemalige Vampire sind. Durch ihre regelmäßigen Patrouillen (und aufgrund von Beschuldigungen eines anonymen Anrufers) zieht Buffy die Aufmerksamkeit der Ermittler auf sich und wird zum Verhör festgenommen. Sie flüchtet und löst dadurch eine großangelegte Fahndung nach sich aus, doch alle ihre Freunde verweigern ihr die Zuflucht. Buffy beschließt, die Verbrechen eigenmächtig aufzuklären. Auf der Jagd lernt sie einen Mann namens Severin kennen, der die Fähigkeit besitzt, magischen Wesen, wie beispielsweise Vampiren und Jägerinnen, ihre Kräfte zu entziehen. Wie sich herausstellt, ist er für die neueste „Mordserie“ verantwortlich, da er den Zompiren ihre dämonische Seite entzog, bis jeweils nur eine tote, menschliche Hülle zurückblieb. Zunächst bietet Severin Buffy seine Hilfe im Kampf gegen die Zompire an, lockt sie später aber in eine Falle, um auch sie ihrer Kräfte zu berauben. Er handelt dabei im Auftrag der bösartigen Jägerin Simone Doffler, die sich noch immer auf dem Rachefeldzug gegen Buffy befindet. Beim Versuch Buffy ihrer Kräfte zu berauben, wird Severin von der eintreffenden Polizei angeschossen und ins Krankenhaus gebracht. In der Folge wird Buffy als Verdächtige in den Mordfällen entlastet. Im Krankenhaus erhält Severin Besuch von Simone Doffler, die er um etwas magische Energie bittet, um sich selbst heilen zu können. Simone weigert sich und kündigt stattdessen an, ihre Energie dafür zu nutzen, Buffy endlich zu töten.

#### Band 2: „Auf eigene Faust“
Band 2 enthält die Sammlung der Hefte 6 bis 10
In San Francisco bricht eine regelrechte Zompir-Plage aus, woraufhin das SFPD Buffy um ihre Unterstützung bei der Bewältigung der Krise bittet. Da Buffy aufgrund einer unerwarteten persönlichen Notsituation verhindert ist, springt Spike für sie ein. Dabei lehrt Spike Detective Dowling alles über Vampire. Er erzählt ihm auf Nachfrage seine Geschichte und wie es zu seinem Bündnis mit der Jägerin kam. Dabei bemerkt Dowling, dass Spike Buffy noch immer liebt. Diese Erkenntnis trifft Spike selbst sehr und bringt ihn zum Grübeln. Als Dowling und seine Partnerin wenig später von einer Horde Zompiren angegriffen werden, eilen Spike und Buffy ihnen zu Hilfe. Cheung wird dennoch von einem Zompir gebissen und getötet. Auch Buffy wird angegriffen und verletzt, wobei herauskommt, dass sie nicht in ihrem eigenen Körper, sondern in dem aus Staffel 6 bekannten Buffy-Bot steckt. Nach einem Plan von Spike und Andrew, die ein Attentat auf Buffy fürchteten, wurde ihr Geist ohne ihr Wissen auf den Roboter übertragen. Ihr Körper lebt in dem Glauben, jemand anderes zu sein, von Andrew überwacht in einer ruhigen Vorstadt von San Francisco. Simone Doffler durchschaut den Schwindel, macht den Aufenthaltsort von Buffys menschlichem Körper ausfindig und entführt ihn. In Zusammenarbeit mit Spike und Andrew gelingt es Buffy, ihren Körper zu befreien. Simone entkommt ihnen dabei erneut. Bevor Andrew Buffys Geist wieder in ihren Körper versetzt, verabschiedet sich Spike von Buffy und verlässt San Francisco, um seine Gefühle neu zu ordnen.
Während Buffy sich mit Spike und Andrew auf ihrer Mission befindet, werden Xander und Dawn als die einzig verbliebenen Scoobies um Hilfe gebeten: Detective Cheung erwacht als Zompir und stellt die Räume des SFPD auf den Kopf. Gemeinsam mit Xander gelingt es Dowling, den Zompir zu vernichten. Währenddessen wird ein Konflikt zwischen Dawn und Xander offenbar. Xander gibt auf Dawns Drängen zu, dass er Schwierigkeiten hat, sich an ein geordnetes Leben zu gewöhnen, das seit seiner Begegnung mit Buffy jahrelang nicht denkbar war.

#### Band 3: „Buffyguard“
Band 3 enthält die Sammlung der Hefte 11 bis 15
Buffy tritt, in der Hoffnung, sich so von der Dämonenwelt lösen zu können und mehr Geld für ihren Lebensunterhalt zu verdienen, Kennedys Bodyguard-Firma DeepScan bei, die ehemalige Jägerinnen als Leibwächter an hochkarätige Kunden vermietet. Doch sie hat Schwierigkeiten, sich, wie von Kennedy gefordert, das Jagen abzugewöhnen. Kennedy, eine ehemals sehr ambitionierte und begeisterte Jägerin, erklärt Buffy, dass sie der Dämonenjagd längst abgeschworen hat, weil sie darin nicht ihre Zukunft sehe. Außerdem sei sie der Überzeugung, dass die Welt nun auch ohne der Hilfe einer Jägerin mit den Gefahren dieser Welt klarkommen müsse. In einer Bar trifft Buffy auf den Dämon Koh, den sie als Spikes Verbündeten im Kampf gegen Severin wiedererkennt. Koh bittet Buffy um ihre Unterstützung bei seiner Suche nach dem Dämon, der ihn vor der Zerstörung der Saat im Bann hielt, um sich an ihm zu rächen, doch sie lehnt ab. Buffys erster Kunde, den es zu beschützen gilt, ist der Betreiber des interdimensionalen sozialen Netzwerks TinCan, Theo Daniels. Er hatte sich einst mit der dämonischen Anwaltskanzlei Wolfram & Hart eingelassen, von der er nun bedroht wird. Bei ihrer Mission, das TinCan-Netzwerk lahmzulegen, ist Buffy gezwungen, den Dämon Koh um dessen Hilfe zu bitten. Gemeinsam mit Theo und Kennedy dringen sie in die Serverzentrale von TinCan ein. Dabei stellt sich heraus, dass Koh einen Deal mit Wolfram & Hart eingegangen ist, um Buffys Vorhaben zu sabotieren und im Gegenzug Informationen über den von ihm gesuchten Dämon zu erhalten. Koh kann seinen Auftrag jedoch nicht erfüllen und Buffys Gruppe gelingt es, TinCan abzuschalten. Trotz Buffys eindringlichem Rat will Koh seinen Rachewunsch dennoch nicht aufgeben. Kennedy bietet Buffy eine gut bezahlte Festanstellung an, doch sie lehnt mit der Erkenntnis ab, dass sie ihre Gabe als Jägerin nicht zum Eigennutzen einsetzen will.
In einer kleinen kalifornischen Kleinstadt schließen sich die Jugendlichen Billy und Devon, die beide Fans der inzwischen allseits bekannten Scooby-Gang sind, als Team zusammen, um Zompire zu jagen. Dabei übernimmt Billy die Rolle des Jägers und Devon die seines Wächters. Als eine Horde Zompire die örtliche Bibliothek überrennen, gelingt es dem homosexuellen Paar, alle Zivilisten zu befreien und die Zompire zu vernichten. Ihr Fall erfährt große mediale Aufmerksamkeit. Daraufhin werden die Jungen von Buffy nach San Francisco eingeladen, um sich von ihrem Team professionell ausbilden zu lassen.

#### Band 4: „Willkommen in der Gang“
Band 4 enthält die Sammlung der Hefte 16 bis 20
Buffy nimmt den Kampf gegen die Zompir-Epidemie in San Francisco mit neuen Verbündeten (SFPD und Billy) auf. Mitten aus einem Kampf mit einer übermächtigen Zompirfrau gerissen, findet Buffy sich in Los Angeles wieder, wohin sie von Illyria teleportiert wurde. Sie muss sich einem Dämonen-Rat stellen, dessen Mitglieder aufgrund des Verlustes der Magie in der Welt zu einer Allianz gezwungen waren, um die letzten existierenden magischen Ressourcen gemeinsam zu beschützen. Hier trifft Buffy unter anderen auch auf den obersten Rachedämon D'Hoffryn, der einst Xanders Ex-Verlobte Anya als Rachedämon rekrutiert hatte. Buffy erfährt, dass Severin, den sie Siphon nennen, immer noch eine Bedrohung für sie darstellt: diverse Dämonen werden von Severin ihrer Kräfte beraubt. Auch wenn Buffy nichts gegen diese Vorgehensweise Severins hat, verspricht sie herauszufinden, welche Motive hinter seinen Taten stecken. Sie kommt schließlich zu der Erkenntnis, dass Illyria (ein ehemaliger Dämonengott, der sich im Körper von Winifred Burkle eingenistet hat) Severins eigentliches Ziel ist, da er die von ihm begehrte Macht besitzt, durch die Zeit reisen zu können. Damit will Severin den Tod seiner früheren Freundin ungeschehen machen. Es gelingt ihm tatsächlich durch einen Trick, Illyria seiner Kräfte zu berauben. Illyria findet sich nun im schwachen, menschlichen Körper seiner Wirtin wieder; die anderen Dämonen ergreifen die Flucht und tauchen unter.
Zurück in San Francisco, wird Buffy schließlich ebenfalls von den Auswirkungen der Verbannung von Magie aus der Welt eingeholt. Durch das Fehlen von Magie wurde ihrer Schwester Dawn, die ursprünglich ein mystischer Schlüssel zu verschiedenen Dimensionen war, ihre Existenzgrundlage entzogen. Sie wird schwer krank und droht, sich buchstäblich in Luft aufzulösen. Dies sorgt für einen Streit zwischen Xander und Buffy, der ihr die Ereignisse um Twilight, die auch Giles' Tod zur Folge hatten, noch nicht verziehen hat. In seiner Wohnung wird Xander von Severin und Simone Doffler aufgesucht, die ihm ein Bündnis anbieten: wenn er für sie Buffys Vampyr-Buch stiehlt, würde Severin seine neue Kraft dazu nutzen, um Twilights Wirken in der 8. Staffel rückgängig zu machen. Xander willigt nach kurzem Zögern ein. Währenddessen ruft Buffy alle ihre Verbündeten auf den Plan, um ihre Schwester zu retten. Auf einem Hausdach werden sie und Andrew von der Rückkehr Willows überrascht, die sich zu Beginn der Staffel auf eine Odyssee begab, um ihre Macht als Hexe wiederzuerlangen. Sie ist wieder im Besitz magischer Kräfte und führt Buffys reparierte Sense (ein magischer Gegenstand und die traditionelle Waffe der Jägerin) bei sich.

#### Band 5: „Der Kern“
Band 5 enthält die Sammlung der Hefte 21 bis 25
Willow versucht die sterbende Dawn zu heilen, scheitert jedoch, da ihre Kräfte dazu nicht stark genug sind. Währenddessen erscheint der verprügelte Xander durch ein Portal und erzählt der besorgten Buffy von seiner Begegnung mit Severin und Simone. Er behauptet, dass die beiden Widersacher einen Weg gefunden hätten, Twilights Handlungen wieder rückgängig zu machen. Sie hätten ihm Zusammenarbeit angeboten, doch er habe abgelehnt. Gemeinsam mit ihren Verbündeten erarbeitet Buffy einen Plan, um Dawn zu retten. Aufgrund Severins Interesse an dem Vampyr-Buch vermuten Buffy und ihre Freunde, dass er den „Tiefen Brunnen“ sucht, der aufgrund seiner Funktion als Ruhestätte zahlreicher mächtiger urzeitlicher Dämonen, den Old Ones, eine enorme magische Quelle darstellt. Sie wollen selbst dorthin reisen, um Willow die Möglichkeit zu geben, ihre magischen Kräfte wieder voll aufzuladen und danach Dawn zu heilen. Der von Dämonenkriegern bewachte Eingang zum Brunnen befindet sich in einem hohlen Baum in Cotswolds, England; der Brunnen geht durch das Erdinnere und tritt auf der anderen Seite, in Neuseeland, wieder aus. Xander reist gemeinsam mit Buffy und Willow, während der zurückgekehrte Spike sich um die sterbende Dawn kümmert. Währenddessen verrät Xander Severin und Simone Buffys Pläne und alles, was er über den Brunnen weiß. So machen sich Severin und Simone auf nach Neuseeland, um den Brunnen von dort aus zu betreten.
In Cotswolds angekommen, muss Buffy sich einer Armee von Dämonen, angeführt von D'Hoffryn, stellen, die ihr den Zugang zur einzigen verbliebenen Quelle ihrer Kräfte nicht gewähren wollen. Überraschend tauchen Illyria und Koh auf und bieten Buffy ihre Hilfe an, die sie nur widerwillig annimmt. Der Kampf scheint aussichtslos und Xander beginnt, die Tragweite seines Verrats zu begreifen. Seine Schuldgefühle zwingen ihn zu einem Geständnis: Xander erzählt von Severins Plan, die Zeit zurückdrehen zu wollen, und von dessen Versuch, den Tiefen Brunnen gemeinsam mit Simone Doffler von Neuseeland aus zu betreten. Daraufhin erklärt Illyria jedoch, dass Severins Plan mit Sicherheit fehlschlagen werde, da auch er selbst als Dämon in seiner Urgestalt dazu nicht in der Lage war. Vielmehr würde Severin die Welt zerreißen und sie so in eine Apokalypse stürzen. Enttäuscht von Xanders Verrat ist Buffy nun gezwungen, erneut die Welt zu retten. Sie geht ein Bündnis mit dem Dämonen-Rat ein, um Severin und Simone aufzuhalten, und ihr Team darf den Brunnen betreten. In der Zwischenzeit hat Severin längst begonnen, die magische Energie des Brunnens in sich aufzusaugen, doch es wird allmählich zu viel für ihn. Durch Willows Magie entsteht eine neue Saat, welche jedoch Jahrtausende brauchen würde, um seine Kraft voll zu entfalten. Doch mit Hilfe von Illyria ist es möglich, die Kräfte, die Severin innehat, auf die neue Saat zu übertragen, um diesen Prozess zu beschleunigen. Infolgedessen wird die Magie in der Welt wiederhergestellt. Illyria bleibt bei Severin zurück, um den Erfolg der Aktion sicherzustellen. Derweil erweckt Simone den Ur-Dämon Maloker, der einst den ersten Vampir erschuf, und lässt sich von ihm verwandeln. Sie erhält dadurch erstaunliche physische Fähigkeiten und behält ihre Intelligenz. Es kommt zu einem Kampf zwischen Buffys Truppe und Maloker, während Simone im Zweikampf mit Buffy zunächst die Überhand gewinnt. Sie versucht schließlich, aus dem Brunnen zu entkommen und überlässt es Maloker, Buffy zu erledigen. Buffy gelingt es jedoch, Simone mit der Sense zu töten und gerade noch rechtzeitig den Brunnen zu verlassen, bevor Severin explodiert und gemeinsam mit Maloker und Illyria stirbt.
Zurück in San Francisco, nutzt Willow ihre Magie sowie Buffys Blut dazu, Dawn wiederherzustellen. Xander entschuldigt sich bei Buffy für seine Taten und ihm wird verziehen. Willow bemerkt eine rätselhafte Veränderung in der Welt, die sie während ihres Zaubers gespürt hat. Auf der Suche nach Antworten, stellen Willow und Buffy fest, dass die Seiten des Buches Vampyr nun völlig leer sind. An einem unbestimmten Ort erwacht ein neu erschaffener Vampir, der – im Gegensatz zu den Zompiren – seine Intelligenz behält, die Sonne verträgt und das Gestaltwandeln beherrscht.

### Angel & Faith

#### Bd. 1
Band 1 enthält die Sammlung der Hefte 1 bis 5
Angel leidet noch immer unter starken Schuldgefühlen wegen seiner Handlungen unter Twilights Einfluss in der achten Buffy-Staffel, insbesondere wegen des Mordes an Buffys Wächter und Vaterersatz Rupert Giles. Nach einer monatelangen Phase der Depression, absolvieren Angel und Faith ihre erste gemeinsame Mission: Sie vernichten einen Dämon, der Besitz von einem kleinen Mädchen genommen hat. Angel und Faith bewohnen gemeinsam Giles’ Anwesen, welches Faith nach dessen Tod geerbt hat. Nach ihren Erfahrungen in der 8. Staffel sind die Jägerin Nadira und ihr Jägerinnenkader, welcher zuvor von Giles geleitet wurde, auf Rache an Angel aus, weshalb Faith ihr ihre Zusammenarbeit mit ihm verheimlicht. Bei einem Treffen erzählt Nadira Faith von dem dämonischen Geschwisterpaar Pearl und Nash, das reihenweise Jägerinnen umbringt. Von Angel erfährt Faith, dass die Eltern von Pearl und Nash (ein Mensch und ein Dämon) treue Anhänger von Twilight gewesen sind und große Hoffnungen in die von ihm angestrebte neue Weltordnung gesetzt hatten, in der sie ihre Kinder als die neuen „Adam“ und „Eva“ gesehen haben. Die Geschwister scheinen sich nun aufgrund der vereitelten Evolution auf dem Kriegspfad mit Angel und den Jägerinnen zu befinden. Derweil beklagt der Halbdämon Whistler den Verlust der Magie in der Welt, in dessen Folge er seine Ballance, seine hellseherischen Fähigkeiten und den Kontakt zu den Höheren Mächten verloren habe. Er verschwört sich mit Pearl und Nash, um Twilights ursprünglichen Plan doch noch zu vollenden.
Faith hilft den Jägerinnen unter Nadira dabei, sich in der neuen Welt, in der es für sie nicht mehr viel zu tun gibt, zurechtzufinden; Die Jägerinnen hatten ihr davon berichtet, dass Nadira Schwierigkeiten hat, ihren Jagdtrieb unter Kontrolle zu behalten. Sie geriet in eine Schlägerei mit einigen Männern, nur um mal wieder kämpfen zu können. Faith zeigt den Jägerinnen, wie sie mit ihrem Drang umgehen können, ohne Menschen zu verletzen. Als die Mädchen ihr ihren Respekt und Vertrauen ausdrücken, und sie bitten, ihre Anführerin zu werden, scheut Faith die Verantwortung und lehnt die Bitte ab. Später erfährt Nadira, dass Pearl und Nash in London sind, und sieht der Rache an ihnen freudig entgegen.
Angel fasst den Plan, Giles wieder zum Leben zu erwecken. Faith hält sein Vorhaben zunächst für unmöglich, unterstützt ihn dennoch bei seiner Recherche nach einer geeigneten Methode. Die beiden ersuchen Hilfe eines früheren Freundes von Giles, Alasdair Coames, der die verbliebenen magischen Objekte auf der Erde sammelt und ihnen, trotz eigener Zweifel, fortan mit Rat und Tat zur Seite steht. Angel und Faith treffen die Vereinbarung, dass sie ihn aufhalten werde, sollte Angel gewisse Grenzen überschreiten. Angel fällt zuweilen durch ein seltsames Verhalten auf: er trägt neuerdings eine Lesebrille und trinkt lieber Tee als Blut.

#### Bd. 2: „Vaterfreuden“
Band 2 enthält die Sammlung der Hefte 6 bis 10
Faith und Angel müssen gegen einen Dämon kämpfen, mit dem Giles in seiner Wächterausbildung eine traumatisierende Begegnung hatte. Der Dämon Lorophage hat die Eigenschaft, seinen Opfern (deren schlimmste Erinnerungen ihn anziehen) die Gehirne auszusaugen und tritt nur alle paar Jahrzehnte in Erscheinung. Die meisten seiner Opfer überleben die Prozedur nicht; diejenigen die es doch tun, verlieren ihren Verstand (ähnlich wie bei Glory in Buffy-Staffel 5). Neuerdings überleben jedoch die meisten der Opfer die Tortur. Durch Alasdair kommen Faith und Angel zu dem Schluss, dass der Dämon von jemandem kontrolliert werden muss. Sie finden heraus, dass dies Spikes ehemalige verrückte Gefährtin Drusilla ist, deren geistige Gesundheit von dem Dämon wiederhergestellt wurde. Auf der Suche nach einem neuen „Haustier“ sei Drusilla der Lorophage Dämon empfohlen worden. Dieser saugte den Teil ihres Geistes heraus, der sie krank machte und heilte sie auf diese Art. Daraufhin beschloss sie, ihrem „Vater“ (also Angel) nachzueifern und fortan den Hilflosen zu helfen: Sie nimmt Menschen, die unter traumatischen Erlebnissen leiden, ihre Schmerzen und füttert dabei ihr Haustier. Aus Dankbarkeit lassen die Menschen sich von Drusilla beißen, sodass auch sie sich an ihnen ernähren kann. Nachdem es Angel schließlich gelingt, den Dämon zu töten, macht er damit auch sein Wirken in Drusilla wieder rückgängig, woraufhin diese wieder dem Wahnsinn verfällt und vorerst verschwindet.
Nadiras Rachefeldzug gegen Pearl und Nash nimmt wahnhafte Züge an. Als Faith versucht, sie zur Vernunft zu bringen, verliert sie Nadiras Vertrauen. Derweil taucht überraschend Faiths Vater Patrick („Pat“) Lehane in London auf, um sich mit seiner Tochter zu versöhnen. Er behauptet, wieder trocken zu sein und sich geändert zu haben. Von Angel überredet, gibt Faith ihrem Vater eine neue Chance. Es stellt sich heraus, dass Pat Ärger mit einer Schlägertruppe hat, der er viel Geld schuldet. Faith ist fassungslos und schwer enttäuscht, als ihr Vater von ihr verlangt, die Männer für ihn zu töten. Gemeinsam mit Angel schlägt Faith die Ganoven in die Flucht. Anschließend kommt es zu einem erneuten Bruch zwischen Pat und seiner Tochter, wobei viele Aspekte ihrer, für Faith stark verletzenden, Beziehung offensichtlich werden. Wutentbrannt wirft Angel Pat aus dem Haus, mit der Aufforderung, die Stadt schnellstmöglich zu verlassen und seine Tochter nie wieder zu kontaktieren.
Angel verrät Faith schließlich das Geheimnis über sein Piercing, den sie bereits an ihm entdeckt hat. Es handelt sich dabei um den Zahn von Ammuk (engl. Tooth of Ammuk), einem ägyptischen Relikt, dem eine mystische Fähigkeit zugeschrieben wird. Die Ägypter glaubten, dass eine Seele aus neun Teilen bestehe. Der Zahn von Ammuk soll Angel dabei helfen, alle Teile von Giles' Seele in seinen eigenen Körper zu transferieren, bis sie komplett ist, um später Giles wiederaufstehen zu lassen. Daneben erhalten Angel und Faith erneut unerwarteten Besuch von Giles' Großtanten Lavinia und Sophronia (Sophie) Fairweather. Beide sind mächtige Hexen, die sich durch Magie und Geschäfte mit Dämonen ihre Jugendlichkeit bewahrt haben. Als Angel ihnen eröffnet, dass er Giles wiederbeleben will, stellt er zu seiner Verwunderung fest, dass sie hiervon bereits wissen. Die Schwestern sind sich jedoch offen uneinig, was sie von diesem Plan halten.

#### Bd. 3: „Familienbande“
Band 3 enthält die Sammlung der Hefte 11 bis 15
Willow taucht vor Angels Tür auf, nachdem sie von Andrew erfahren hat, dass er ihre Hilfe ersucht hat. Doch die beiden geraten in einen Streit über Angels Absicht, Giles wiederzubeleben. Angel erklärt, dass er nach magischen Gegenständen sucht, die mit wichtigen Ereignissen in Giles' Leben in Verbindung stehen. Buffys Sense ist einer jener magischen Gegenstände, da Giles sie zum Zeitpunkt seines Todes in seinen Händen hielt. Trotz ihrer Bedenken, geht Willow mit Angel ein Bündnis ein: Er hilft ihr, die Magie in der Welt wiederherzustellen und sie hilft ihm dabei, Giles zurückzubringen. Hierzu braucht Willow die Hilfe von Connor, Angels Sohn, der sie in die Höllendimension Quor'toth bringen soll, in der er aufgewachsen ist. Angel weigert sich zunächst, seinen Sohn in die Sache hineinzuziehen, lenkt aber schließlich unter der Bedingung ein, dass die Entscheidung darüber, ob er bei der Sache mitwirkt, allein Connor überlassen wird. Sie reisen nach Los Angeles und gewinnen Connor für die Mission. In Quor'toth erlangt Willow ihre Macht zurück und wird von Angel im letzten Moment davor gerettet, von ihrem Alter-Ego Dark Willow übermannt zu werden. Als Dank für seine Hilfe darf Angel den Teil von Giles' Seele aus der Sense einsammeln. Während Willow daraufhin in eine andere Dimension weiterzieht, kehren Angel, Connor und Faith zurück nach Los Angeles. In London brechen derweil Whistler, Pearl und Nash in Angels und Faiths Wohnung ein und stehlen alle Artefakte, die Angel zwecks Giles' Wiederherstellung gesammelt hat. Whistler hinterlässt eine Adresse, wo Angel ihn finden könne. Daneben findet Nadiras Jägerinnenkader heraus, dass Angel sich in London aufhält und Faith mit ihm zusammenarbeitet.
Nach seiner Rückkehr in London trifft Angel Whistler in einer Pizzeria und stellt ihn wegen seiner Zusammenarbeit mit Pearl und Nash zur Rede. Im darauffolgenden Gespräch erfährt Angel Whistlers traurige Geschichte: Seine Eltern wurden von den Höheren Mächten ermordet, da ihre Liebe (zwischen einem Dämon und einem Menschen) verboten war. Indem Whistler später Buffy und Angel zusammenführte, wollte er dem Tod seiner Eltern einen Sinn verleihen. Whistler hatte große Hoffnungen in das neue Universum gesetzt, das Buffy und Angel gemeinsam erschaffen sollten. In Twilight seien Gut und Böse, Magie und Wissenschaft sowie Licht und Dunkelheit in völligem Gleichgewicht vereint gewesen. Angel habe diese Chance für den Planeten verspielt und Whistler machtlos zurückgelassen. Er plant, mithilfe der gesammelten Energie aus magischen Artefakten die Magie in der Welt zu verbreiten, auf dass sie gedeihe und ihren Einfluss auf sie nehme. Dass Milliarden von Menschenleben dabei auf dem Spiel stünden, interessiert Whistler nicht. Die Zusammenarbeit mit Nash und Pearl ist für ihn aber lediglich eine Notlösung und er wünscht sich, Angel würde sich stattdessen mit ihm verbünden. Angel sieht zwar ein, dass er Whistler viel zu verdanken hat, wirft ihm jedoch vor, nicht mehr bei Verstand zu sein, und bietet ihm diesbezüglich seine Hilfe an. Wutentbrannt stürzt Whistler sich mit einem Pflock bewaffnet auf Angel, bringt es jedoch nicht übers Herz, ihn zu vernichten.

#### Bd. 4
Band 4 enthält die Sammlung der Hefte 16 bis 20
Auf der Jagd nach weiteren Artefakten kämpfen Faith und Angel in Peru gegen einen Dämon, der sich selbst regenerieren kann. Sie bemächtigen sich des magischen Gegenstands, der dem Dämon diese Kraft verleiht, und geben dieses zur Erforschung Alasdair Coames. Als sie Giles' Grab öffnen, um dessen Überreste zu bergen, stellen sie fest, dass der Sarg leer ist.
Die Jägerinnen unter Nadiras Führung tauchen vor Faiths und Angels Residenz auf. Nadira hat den Leichnam von der Jägerin Marianne mitgebracht, die bei Drusillas jüngstem Angriff getötet wurde und verlangt, dass Angel ihnen hilft, Marianne wieder zum Leben zu erwecken. Da sie ihren Willen nicht bekommen, ziehen sich die Mädchen zunächst zurück und kündigen dabei Faith ihre Freundschaft. Die Jägerinnen werden von einem Mann zu einer Villa gerufen, der ihnen verspricht, Marianne zu helfen. Als sie dort eintreffen, entpuppt sich der Mann als Giles, der quicklebendig zu sein scheint. Er beginnt das Ritual, indem er unter anderen auch das Zeichen des Eyghon auf Mariannes Körper malt. Eyghon war der Dämon, den Giles in seiner Jugend gemeinsam mit seinen damaligen Freunden beschworen hatte, in dessen Folge fast alle von ihnen ums Leben kamen. Nur Giles und sein späterer Feind Ethan Rayne überlebten mithilfe von Angel Eyghons Rache. Nachdem Marianne scheinbar wiederauferstanden ist, bemerkt Nadira ein merkwürdiges Verhalten seitens ihrer Freundin. Daraufhin verkündet Giles, dass er vorhat, alle von ihnen zu töten, um sie als Wirte zu missbrauchen. Es kommt zu einem Kampf gegen seine Zombiearmee, den die Mädchen zu verlieren drohen. Faith und Angel, der inzwischen begriffen hat, dass Eyghon sich Ethans und Giles' Körper bemächtigt hat, tauchen gerade rechtzeitig auf, um den Jägerinnen beizustehen. Es gelingt ihnen, fast alle Mädchen zu retten und Eyghon schwört auf Rache.
Angel gibt zu, bereits gewusst zu haben, dass der Dämon noch am Leben ist. Nachdem seine Kräfte vollständig wiederhergestellt waren, wollte Eyghon seinen Rachefeldzug gegen Ethan und Giles fortsetzen, doch sie waren beide bereits tot. Da Ethan und Giles aber das Zeichen des Eyghon an sich trugen, konnte er von ihren Leichen die Kontrolle behalten. Angel behauptet, dass ein Teil von Giles' Seele sich aufgrund seiner Vorgeschichte in Eyghon befindet und seine Seele deshalb nicht die Erdendimension verlassen konnte. Er will versuchen, sie Eyghon zu entziehen, indem er den Dämon endgültig vernichtet. Zu diesem Zweck bittet er um Spikes Unterstützung, da es Eyghon nicht möglich ist, von Vampiren Besitz zu ergreifen und Angel allein nicht stark genug ist, um den Dämon zu bezwingen. Diese Annahme erweist sich als falsch, doch es gelingt ihnen in Zusammenarbeit mit Faith, Nadira und ihren Jägerinnen schließlich, Eyghon zu besiegen. Danach kommt es in Angel zu einer Art Identitätskonflikten zwischen seiner eigenen und Giles' wiederhergestellten Seele und Angelus. Alasdair beschließt, ihn von Giles' Seele zu befreien und sie in ein mystisches Gefäß zu übertragen. Dieses Gefäß eignet sich die Gruppe von einer Horde seelenfressender Dämonen an.

#### Bd. 5
Band 5 enthält die Sammlung der Hefte 21 bis 25
Im Verlauf von Giles' Wiederbelebung weist Alasdair die anderen dazu an, sich Giles bildlich vorzustellen, wobei dessen Tanten sich ihn als kleinen Jungen vorstellen. Dies hat nach Abschluss des Rituals zur Folge, dass der wiederhergestellte Giles sich nun im Körper seines 12-jährigen Selbst wiederfindet. Frustriert und wütend über diesen Ausgang wirft er seinen Rettern vor, ihm sein Leben erneut ruiniert zu haben. Zudem zeigt er sich entrüstet über die Tatsache, dass sie – statt sich der Bedrohung durch Whistler, Pearl und Nash anzunehmen – ihre Energien die ganze Zeit nur darauf ausgerichtet haben, ihn wiederzubeleben.
Derweil stehen Whistler, Pearl und Nash kurz davor, eine Seuche über der Welt zu entfesseln. Die Gruppe macht ihren Aufenthaltsort ausfindig und bereitet sich auf eine verlustreiche Schlacht vor. Dort angekommen, werden sie zur Ablenkung, und um Whistler mehr Zeit für die Umsetzung seines Plans zu verschaffen, von Pearl und Nash angegriffen. Whistler kann einen Energieball erzeugen, mit dem er beginnt, die Magie über der Welt zu verteilen. Überraschend taucht Nadira am Ort des Geschehens auf und greift Nash an, weshalb es Angel möglich wird, an Whistler ranzukommen. Erstmals zeigt Whistler sein dämonisches Antlitz in Form eines gehörnten Dämons und entwaffnet Angel mittels neuer Fähigkeiten. Nadira unterliegt im Kampf gegen Nash und wird von diesem scheinbar getötet. Whistlers Energiebündel wird im Kampf von einem Hausdach fallengelassen und entlädt eine größere Energiemenge über den Köpfen unbeteiligter Zivilisten, die augenblicklich beginnen, sich in unterschiedliche Wesen zu verwandeln. Lavinia, Sophronia, Alasdair und Giles kümmern sich um sie. Whistler weist seine Verbündeten an, das noch immer intakte Energiebündel global anzuwenden. Doch die totgeglaubte Nadira verhindert dies, indem sie Nash ein Schwert in den Rücken rammt und Faith die Chance verschafft, den Halbdämon zu bezwingen. Nadira bricht daraufhin erneut zusammen und Pearl zieht sich in Trauer um ihren Bruder aus dem Kampf zurück. Whistler will daraufhin seinen Plan eigenhändig ausführen. Im Kampf mit Angel nimmt er unbeabsichtigt einen Teil der Energie in sich auf, woraufhin er wieder seine menschliche Gestalt annimmt und schließlich zur Besinnung kommt. Entsetzt über sein eigenes Handeln beschließt Whistler, die drohende Explosion des Energiebündels zu verhindern, indem er die Magie absorbiert. Da sein Körper die Menge an Energie nicht verträgt, stirbt Whistler.
Nach dem Kampf kümmern sich Angel und seine Verbündeten um das durch die Mutationen verursachte Chaos. Lavinia und Sophie ernten die öffentlichen Lorbeeren für die Abwendung der Krise. Nadira und Nash überleben die Schlacht wider Erwarten, doch sie scheinen merkwürdige Veränderungen durchzumachen. Faith und Giles entscheiden sich, in die USA zurückzugehen. Während Faith plant, sich Kennedys Organisation anzuschließen, die Jägerinnen als Bodyguards an wohlhabende Kunden vermittelt, will Giles zu Buffys Team zurückkehren. Vorher gibt er Angel das Versprechen, ihm Bescheid zu geben, wenn Buffy wieder bereit ist, ihn wiederzusehen. Derweil will Angel sich um die „Magic Town“ kümmern und den Menschen helfen, die durch Whistlers Handeln zu Monstern mutiert sind.

## Figuren

### Hauptfiguren

#### Angel
Angel ist ein Vampir, der seit seiner Schöpfung im Jahr 1753 unter dem Namen Angelus gemeinsam mit Darla, Spike und Drusilla, eine blutige Spur in der Weltgeschichte hinterließ. Ein Zigeunerclan belegte ihn um 1900 mit einem Fluch, der ihm seine Seele zurückgab, woraufhin er wieder Reue für seine Taten empfand. Rund 90 Jahre später begegnete Angel dem Halbdämon Whistler, der ihn dazu überredete, seinem Leben eine neue Bestimmung zu geben und die Chance zur Wiedergutmachung zu nutzen, indem er die gerade zur Jägerin berufene Buffy im Kampf gegen das Böse unterstützt. In der ersten Staffel von Buffy – Im Bann der Dämonen lernten Angel und Buffy sich kennen und verliebten sich ineinander. Angel trennte sich Ende der dritten Staffel von Buffy und verließ Sunnydale. Er gründete gemeinsam mit neuen Freunden die Detektei Angel Investigations in Los Angeles, die sich auf den Kampf gegen das Übernatürliche spezialisierte. In der 3. Staffel von Angel – Jäger der Finsternis wurde Angel Vater eines Sohnes Connor, der von Angels erbitterten Feind Holtz in eine Höllendimension entführt und zum Hass auf seinen leiblichen Vater erzogen wurde. Am Ende 5. Staffel erwirkte Angel mehr oder minder beabsichtigt eine Apokalypse und erfüllte damit die Shanshu-Prophezeiung, woraufhin er wieder sterblich wurde, wie man aus der kanonischen Comic-Fortsetzung Angel: Nach dem Fall (engl. Angel: After the Fall) erfährt. Als er nach einer schweren Verletzung zu sterben drohte, drehten die Höheren Mächte die Zeit zurück, um dies zu verhindern. Die Apokalypse trat nicht ein und Angel blieb ein Vampir mit Seele. In der 8. Staffel von Buffy ließ sich Angel von Whistler dazu überreden, im Namen einer körperlosen Macht, genannt Twilight, gegen Buffys Jägerinnenorganisation zu kämpfen. Dabei wurde er zunehmend von Twilight besessen und verlor zeitweise die Kontrolle über sich selbst. Dies endete mit der Zerstörung der Quelle der Magie in der Welt und dem Mord an Buffys Wächter Rupert Giles. In der 9. Staffel lebt Angel gemeinsam mit Faith in London, die ihm dabei hilft, die Ereignisse der 8. Staffel zu verarbeiten und seine Schuld am Tod von Giles wiedergutzumachen. Es gelingt ihm, Giles – wenn auch im Körper eines 12-jährigen Jungen – wieder zum Leben zu erwecken. Daneben verhindert er eine weitere Apokalypse, die von Whistler und dem dämonischen Geschwisterpaar Pearl und Nash angestrebt wird.

#### Buffy Summers
Im Alter von fünfzehn Jahren erfuhr Buffy von ihrer Berufung zur Vampirjägerin und kämpfte bis zur zweiten Staffel von Buffy – Im Bann der Dämonen allein gegen Dämonen und Vampire. Gemäß Tradition wurde, nachdem Buffy für wenige Minuten klinisch tot war, Kendra zur Jägerin berufen. Als auch Kendra starb, wurde Faith ihre Nachfolgerin. Buffy war es, die in der siebten Staffel mittels der „Sense“, dem Symbol der Macht der Jägerinnen, die Tradition der Urväter brach und allen Mädchen, die sich zu dieser Aufgabe ebenfalls berufen fühlten, gleichzeitig ihre Kräfte verlieh. Sie machte es sich zur Aufgabe, die Jägerinnen, die sich ihr anschließen wollen, auszubilden und gründete eine geheime Organisation, die sie zusammen mit ihren Freunden aus Sunnydale (der „Scooby-Gang“) führte. Nach einem verlustreichen und erbitterten Kampf gegen das US-Militär und Twilight, zerstörte Buffy am Ende der 8. Staffel die „Saat“ (engl. Seed of Wonder bzw. nur Seed), um die menschliche Welt vor dem Untergang zu retten. Dabei verbannte sie alle Magie aus der Welt und verlor in der Folge zum Großteil die Unterstützung ihrer Jägerinnenschaft sowie sogar die ihrer Freunde. Zu Beginn der 9. Staffel lebt Buffy in San Francisco in einer WG und arbeitet als Kellnerin in einem Coffee-Shop. Die abtrünnige Jägerin Simone Doffler verbündet sich mit einem Mann namens Severin gegen Buffy. Im Kampf gegen die Feinde, findet Buffy neue Verbündete. Am Ende der Staffel stellt Buffy mithilfe ihrer Freunde die Magie in der Welt wieder her, um – in erster Linie – das Leben ihrer kleinen Schwester Dawn, die ohne Magie nicht überleben kann, zu retten. Dabei kommt es zu weiteren, gravierenden Veränderungen in der Welt, die in den letzten Szenen der Staffel grob angedeutet werden.

#### Dawn Summers
Dawn tauchte erstmals in der fünften Buffy-Staffel auf. Ursprünglich war sie ein Bündel mystischer Energie, ein sogenannter „Schlüssel“, der die Macht hat, die Tore zwischen verschiedenen Dimensionen zu öffnen. Um die verstoßene Göttin Glory an der Rückkehr in ihre Dimension zu hindern, verlieh ein Mönchsverbund dem Schlüssel eine fleischliche Gestalt in Form von Dawn und schickte sie als Buffys damals 14-jährige Schwester nach Sunnydale. Seit der Zerstörung Sunnydales ist das Verhältnis zwischen den beiden Schwestern gespannt. In der 8. Staffel spielte Dawn eher eine Randrolle. Aufgrund eines Fluches durchlebte sie mehrere Transformationen, welcher zum Ende der Staffel aufgehoben wurde. Dawn verliebte sich wieder in ihre alte Flamme Xander und die beiden wurden ein Paar. In der 9. Staffel lebt sie gemeinsam mit ihm in San Francisco. Im Verlauf der Staffel zeigt sich, dass das Paar mit Beziehungsproblemen zu kämpfen hat. Nach der Verbannung der Magie aus der Welt wurde Dawn ihre Existenzgrundlage entzogen. Als sie plötzlich krank wird und zu sterben droht, setzt Buffy alles daran, die Magie in der Welt wiederherzustellen, um sie zu retten. Willow verhilft der inzwischen verblassten Dawn mithilfe eines Zaubers wieder zu ihrer fleischlichen Gestalt.

#### Eldre Koh
Koh ist ein Kriegerdämon, der zu Buffys neuen Verbündeten wird. Unschuldig des Mordes bezichtigt, verbrachte er lange Zeit in einem magischen Gefängnis, bis Buffy die Saat zerstörte und sein Bann nicht länger aufrechterhalten werden konnte. Gemäß der Sitten seines Volkes fühlt er sich dadurch Buffy verpflichtet. Daneben schwört er Rache an dem Dämon, der ihn gefangen hielt. Koh warnt Buffy vor dem Siphon, also Severin, der sich als ihr neuer Feind herausstellt. Doch auch Koh verschwört sich kurzweilig mit Wolfram & Hart, um an Informationen zu kommen, die ihn der Erfüllung seiner Rache näher bringen sollen. Im Endkampf der 9. Staffel unterstützt Koh Buffy und ihre Freunde gegen den Dämon Maloker und Simone Doffler.

#### Faith Lehane
Faith wurde nach Kendras Tod zur nächsten Jägerin berufen. Aufgrund ihrer schwierigen Kindheit war sie lange Zeit psychisch labil und geriet zeitweise auf die Seite des Bösen, bis Angel sie wieder in die richtige Bahn lenkte. Im Kampf gegen das Urböse (Buffy, Staffel 7) unterstützte sie Buffy und die Anwärterinnen und gewann somit wieder ihr Vertrauen. In Buffys Jägerinnenorganisation war Faith zunächst nicht sehr aktiv, bis sie zusammen mit Giles begann, gegen die bösen Jägerinnen, wie sie es einst war, vorzugehen. Nach Giles' Tod erbte sie dessen Haus in England und versucht in der 9. Staffel, den aufgrund seiner Taten als Twilight depressiven Angel wieder moralisch aufzubauen. Mit ihm begibt sie sich auf verschiedene Missionen, um Fragmente von Giles' Seele in der Welt zu sammeln, damit Angel ihn wieder zum Leben erwecken kann. Daneben kümmert sie sich um den englischen Jägerinnenkader unter der Führung von Nadira, die zusehends auf die schiefe Bahn gerät. Nach der vereitelten Apokalypse in London und der erfolgreichen Wiederbelebung von Giles, beschließt Faith, in die USA zurückzukehren und sich Kennedys Bodyguardfirma anzuschließen.

#### Rupert Giles
Giles stammt aus England und war Buffys zweiter Wächter, bis er vom Wächterrat entlassen und in der 5. Staffel als solcher wieder eingesetzt wurde. Er stand Buffy stets zur Seite, wenn sie seine Hilfe benötigte, und übernahm in der 8. Staffel den Londoner Jägerinnenkader. Zusammen mit Faith nahm er sich zudem den zur bösen Seite übergelaufenen Jägerinnen an. Giles’ Verhältnis zu Buffy war seit der Zerstörung Sunnydales gespannt, doch zum Ende der 8. Staffel konnten sie ihre Differenzen beilegen, um gemeinsam gegen Twilight und dessen Verbündete zu kämpfen. Giles wurde von dem von Twilight besessenen Angel auf dieselbe Weise getötet, wie Angelus in der 2. Staffel seine Geliebte Jenny Calendar umbrachte. In der 9. Staffel gelingt es Angel, seine Tat wiedergutzumachen, indem er Giles wieder zum Leben erweckt. Doch dieser findet sich, zu seinem Entsetzen, im Körper seines 12-jährigen Selbst wieder, woran er sich erst einmal gewöhnen muss. Giles beschließt am Ende der Staffel, zu Buffy nach San Francisco zu gehen.

#### Illyria
Illyria ist ein uralter Dämonengott, dessen Essenz nach seinem Ableben in einem Saghophag im Tiefen Brunnen aufbewahrt wurde. Während ihrer Arbeit bei Wolfram & Hart kam Angels Teammitglied Winifred (Fred) Burkle mit dem Saghophag in Berührung, wodurch Illyria sich langsam in ihrem Körper einnisten konnte und Fred starb. Später schlug sich der eigentlich feindliche Dämon auf Angels Seite und kämpft seither gegen das Böse in der Welt. In der 9. Staffel von Buffy fungiert Illyria als eine Art Vermittler zwischen dem Dämonenrat und Buffy. Auf ihrer gemeinsamen Mission gegen Severin, wird er seiner Macht geraubt und nimmt wieder die Gestalt der menschlichen Fred Burkle an. Im Endkampf am Ende der Staffel opfert sich Illyria und kommt gemeinsam mit Severin in einer Explosion der magischen Energie um, die Severin in sich gesammelt hat, aber nicht mehr vertragen konnte. Dadurch konnte jedoch die neue Saat wieder aufgeladen und die Magie in der Welt vollständig wiederhergestellt werden.

#### Pearl und Nash
Pearl und Nash sind Halbdämonen und Geschwister, die in der 8. Staffel auf der Seite von Twilight standen. Nachdem Twilights Plan von einer Evolution in eine höhere Existenzebene scheiterte, schworen sie Rache an Angel und den Jägerinnen. Hierzu verbündeten sie sich mit Whistler. Pearl und Nash wurden 1935 geboren und wuchsen bei ihrer menschlichen Mutter auf, die von der Idee der menschlichen Evolution (durch Fortpflanzung mit Dämonen) schon damals besessen war und ihre Obsession dafür an ihre Kinder weitergab. Pearl und Nash altern langsamer als Menschen – eine Eigenschaft, die sie mit Whistler (ebenfalls Halbdämon) teilen. Pearl und Nash hatten Nachkommen mit anderen Dämonen gezeugt, die allesamt von Wächtern, darunter Alasdair Coames, getötet wurden. Nachdem Nash im Endkampf mit Faith und Nadira scheinbar stirbt, verlässt Pearl den Schauplatz. Ihr Verbleib ist vorerst ungewiss. Es wird angedeutet, dass Nash die Schlacht am Ende der Staffel überlebt hat.

#### Severin aliasSiphon
Severin ist ein Mensch, der nach der Zerstörung der Saat durch Buffy die Kraft erhielt, die Magie von magischen Wesen zu absorbieren. Darum ist er in Dämonenkreisen als Siphon (zu Deutsch: entleeren oder absaugen) bekannt. Sein Auftauchen entspricht laut dem Dämon Koh einer alten, gefürchteten Prophezeiung. Severin verbündet sich mit Simone Doffler. Der Grund dafür liegt in seiner Vorgeschichte: Severin und dessen Freundin Clare wollten Vampire werden und fanden auch eine Vampirin, die ihnen den Wunsch erfüllen wollte. Doch infolge der inzwischen fehlenden Magie in der Welt, wachte die gebissene Clare als Zompir wieder auf und versuchte, Severin zu töten. So war er gezwungen, seine große Liebe zu vernichten. Severin bietet Buffy seine Hilfe im Kampf gegen Zompire an, lockt sie in eine Falle und versucht, sie im Auftrag Simones ihrer Jägerinnenkräfte zu berauben. Sein Versuch scheitert einerseits an der Tatsache, dass er auf den Buffy-Bot hereingefallen ist, und andererseits an seinen schwindenden Energiereserven im Kampf gegen den Buffy-Bot. In Los Angeles gelingt es Severin, sich Illyrias Kräfte anzueignen, woraufhin er den Plan fasst, die Zeit zurückzudrehen, um das Leben von Clare zu retten. Gemeinsam mit Simone überzeugt er später Xander davon, ihnen dabei zu helfen, in den Tiefen Brunnen zu gelangen. Severin versucht, die magische Energie der gigantischen Ruhestätte urzeitlicher Dämonen in sich aufzunehmen, doch es wird schnell klar, dass sein Körper als Gefäß dafür nicht geeignet ist. Illyria überzeugt ihn, die Energie auf die von Willow erschaffene neue Saat zu übertragen, um die Magie in der ganzen Welt wiederherzustellen. Infolgedessen kommt es zu einer magischen Explosion, in der beide, Illyria und Severin, umkommen.

#### Simone Doffler
Simone wurde durch Willows Zauber am Ende der siebten Buffy-Staffel, wie tausende weitere Mädchen, zur Jägerin berufen. Sie neigt zu Gewalt und fühlt sich den Menschen überlegen, weshalb sie nicht einsieht, warum sie ihre Kräfte zur Rettung derer einsetzen sollte. Sie hat zudem einen besonderen Hang zu Handfeuer- und Massenvernichtungswaffen. Simone begann innerhalb von Buffys Jägerinnenorganisation damit, gleichgesinnte Mädchen um sich zu scharen, die sich bald unter ihrer Führung gegen Buffy auflehnten. In der achten Staffel versuchten Andrew und Buffy erfolglos, sie zu stoppen. In der neunten Staffel taucht Simone in San Francisco auf und findet in Severin ihren Verbündeten für ihren anhaltenden Rachefeldzug gegen Buffy. Sie erkennt, dass die Person, die neuerdings als Buffy auftritt, in Wahrheit nur der Buffy-Bot ist. Sie entführt Buffys menschlichen Körper, doch Spike, Andrew und der mit Buffys Geist „beseelte“ Buffy-Bot machen sich diesen wieder zu Eigen. Simone entkommt ihnen erneut. Danach plant sie, selbst ein Vampir zu werden, um in der Lage zu sein, Buffy zu töten. Mit Severin dringt sie zeitgleich mit Buffy in den Tiefen Brunnen ein und lässt sich vom Ur-Dämon Maloker, der den ersten Vampir auf Erden erschuf, beißen. In einem brutalen Endkampf wird Simone schließlich von Buffy mit der Sense vernichtet.

#### Spike
Spike ist ein platinblonder Vampir, der seit 1880 gemeinsam mit Angelus, Darla und seiner damaligen Gefährtin Drusilla als William der Blutige mordend durch die Welt zog und als einer der gefährlichsten Vampire gilt. In der vierten Staffel wurde Spike von der „Initiative“ gefangen genommen und bekam einen Chip eingepflanzt, der es ihm unmöglich machte, einem Menschen (nicht jedoch Dämonen) Leid zuzufügen. Als er dies erkannte, half er Buffy im Kampf gegen das Böse. In der sechsten Staffel hatte Buffy eine heftige Affäre mit Spike. Ende der sechsten Staffel bestand Spike diverse Prüfungen, um seine Seele zurückzuerhalten. In der letzten Folge der siebten Staffel opferte sich Spike im Kampf gegen das Urböse, um die bevorstehende Apokalypse zu verhindern. In der letzten Staffel von Angel erfuhr man, dass seine Essenz in dem Amulett eingeschlossen wurde, das er zum Zeitpunkt seines augenscheinlichen Todes trug. Er wurde wieder körperlich gemacht und schloss sich Angels Crew an. Am Ende der 8. Buffy-Staffel half er dabei, Twilight zu besiegen. In der 9. Staffel lebt er in einem Raumschiff über San Francisco und ist einer der wenigen Unterstützer Buffys. Nachdem er begreift, dass er noch immer in sie verliebt ist, verlässt er die Stadt für eine Weile. Nach einem kurzen Aufenthalt in London, wo er Angel auf einer Mission hilft, erfährt Spike von Dawns Krankheit und eilt zurück nach San Francisco, um sich um sie zu kümmern, während Buffy, Xander und Willow versuchen, die Magie in der Welt wiederherzustellen.

#### Twilight
Twilight war eine nicht körperliche Macht, ähnlich wie Das Urböse, die sich am Ende der 8. Staffel nur wenige Male in der Gestalt eines riesigen Löwen zeigte. Diese Macht konnte Angel in Zusammenarbeit mit Whistler davon überzeugen, in seiner Sache zu handeln. In den letzten Ausgaben der Staffel wurde klar, dass Twilight, zumindest teilweise, Besitz von Angel nahm und ihm so seinen Willen aufzwingen konnte. Durch den Liebesakt zwischen Buffy und Angel konnte Twilight sich in Form einer neuen Welt selbst vergegenwärtigen. Aber weil Buffy und Angel sich gegen diese Welt entschieden und Buffy die Quelle der Macht, die „Saat“, zerstört hatte, wurde Twilight besiegt. In der 9. Staffel versucht Whistler die Evolution, die von Buffy und Angel dadurch vereitelt wurde, doch noch herbeizuführen.

#### Whistler
Whistler ist ein aus den beiden Serien (Buffy und Angel) bekannter Dämon, der – eigener Aussage zufolge – für das Gleichgewicht zwischen Gut und Böse zuständig ist und daher keiner der beiden Seiten angehört. Er besitzt einen direkten Draht zu den Höheren Mächten und hat hellseherische Fähigkeiten. Mitte der 90er Jahre brachte er durch sein Wirken Angel und Buffy zusammen. Danach trat er nur noch selten in Erscheinung. In der 8. Buffy-Staffel stellte sich heraus, dass es Whistler war, der Angel dazu angehalten hat, Twilight zu vertrauen und sich von diesem zu einem Krieg gegen Buffys Jägerinnen treiben zu lassen. Nachdem Twilight besiegt und die Saat zerstört worden war, blieb Whistler machtlos und ohne Kontakt zu den Höheren Mächten zurück. Seine letzte Vision sagte eine schreckliche Zukunft für die Erde voraus, woraufhin er sich zu seiner Aufgabe machte, die Welt zu retten. Dabei bemerkt Whistler nicht, dass er aus seiner geistigen Ballance geraten ist und sein Plan nimmt wahnhafte Züge an. Er verbündet sich mit den Halbdämonen Pearl und Nash, die sich ebenfalls an Angel für die von ihm verhinderte Evolution, wie sie die Wandlung der Welt zu Twilight nennen, rächen wollen. Sie planen, die Magie über der Welt wie eine Seuche zu entfesseln, ohne jede Rücksicht auf die Folgen. Angel und seine Freunde vereiteln ihren Plan. Whistler begreift dabei die Tragweite seines Handelns und opfert sich, um die Apokalypse aufzuhalten. Dennoch werden einige Menschen durch die von ihm entfesselte Magie infiziert und verwandeln sich in magische Wesen.

#### Willow Rosenberg
Willow ist Buffys beste Freundin, die sie nach deren Umzug nach Sunnydale (Buffy-Staffel 1) kennenlernte. Zusammen mit Xander und Giles gründeten sie damals die „Scooby-Gang“. Sie unterstützten Buffy stets bei dem Kampf gegen das Böse. Im Verlauf der Fernsehserie entdeckte Willow ihre Leidenschaft für Magie und wurde eine mächtige Hexe. Zeitweilig wurde sie auf die Seite des Bösen gezogen und versuchte sogar, die Welt zu zerstören. Mit Hilfe von Giles lernte sie, die Magie verantwortungsvoll einzusetzen. Willow war ein wichtiger Bestandteil von Buffys Jägerinnenorganisation. Sie war mit der Jägerin Kennedy liiert, trennte sich aber im Verlauf der 8. Staffel von ihr. Durch die Dämonin Saga Vasuki, mit der sie eine geheime Liebesbeziehung führte, wuchsen Willows Kräfte weiter an. Im Band „Jetzt kommt Fray!“ der 8. Staffel, erfuhr man, dass Willow später die Möglichkeit finden wird, Jahrhunderte zu überleben und im zukünftigen New York als Dark Willow ihr Unwesen zu treiben. Am Ende der 8. Staffel verlor Willow ihre Macht als Hexe, was sie Buffy sehr übel nimmt. In der 9. Staffel erleidet Willow während ihres Besuchs bei Angel einen Zusammenbruch, der aus ihrer Verzweiflung über den Verlust ihrer Macht und der Magie in der Welt resultiert. Mithilfe von Buffys Sense und Angels Sohn Connor gelingt es Willow, ihre Macht wiederzuerlangen. Am Ende der Staffel stellt sie gemeinsam mit Buffy und ihren Verbündeten die Magie in der Welt wieder her und verhilft Dawn wieder zu ihrer fleischlichen Gestalt. Aufgrund ihrer Kräfte bemerkt sie als erste, dass in der neuen Welt etwas nicht stimmt. Als sie gemeinsam mit Buffy nach Antworten suchen will, stellen die Freundinnen fest, dass Buffys Buch Vampyr nun völlig unbeschrieben ist.

#### Xander Harris
Xander lernte Buffy an der Sunnydale High kennen und war lange Zeit verliebt in sie. In der fünften Staffel verlobte er sich nach längerer Beziehung mit der Ex-Rachedämonin Anya, ließ sie aber in der sechsten Staffel am Altar stehen. Anya starb in der letzten Folge der siebten Staffel im Kampf gegen das Urböse. In derselben Staffel verlor er beim Kampf gegen den psychopathischen Priester Caleb das Augenlicht auf seinem linken Auge; seitdem trägt er eine Augenklappe. In der Comic-Fortsetzung leitete Xander in der 8. Staffel zusammen mit Buffy die Kommandozentrale der Jägerinnen in Schottland. Im Verlauf der Staffel verliebte er sich in Buffys kleine Schwester Dawn, mit der er in der 9. Staffel in einer gemeinsamen Wohnung in San Francisco lebt. Xander fällt es besonders schwer, sich wieder an ein normales Leben zu gewöhnen, nachdem die Welt von allem übernatürlichen Einfluss befreit ist. Er kann Buffy ihre Mitschuld an Giles' Tod nicht verzeihen, was er vor ihr und den gemeinsamen Freunden verheimlicht. Zum Ende der 9. Staffel begeht er sogar Verrat an Buffy, indem er Simone und Severin wichtige Informationen liefert, um ihnen den Zutritt zur letzten enormen Magie-Quelle auf der Erde zu ermöglichen. Dies tut er allerdings in dem Glauben, dass Severin die Ereignisse der 8. Staffel wieder rückgängig machen wird. Nachdem die Apokalypse abgewendet und die Magie in der Welt wiederhergestellt ist, verzeiht Buffy Xander seine Tat.

### Nebenfiguren

#### Alasdair Coames
Alasdair war ein mächtiger Magier und guter Freund von Rupert Giles. Nach der Zerstörung der Saat verlor er seine Macht und sammelte fortan die wenigen verbliebenen magischen Artefakte in der Welt. Angel und Faith suchen seinen Rat bezüglich Mohra-Dämonen, deren Blut belebende Eigenschaften hat, wie Angel in der ersten Staffel von Angel – Jäger der Finsternis am eigenen Leib erfahren hat. Von Alasdair erfahren sie, dass dies keine geeignete Methode ist, Giles wiederzubeleben. Er rät ihnen gänzlich von dem Versuch ab, doch Angel lässt sich nicht beirren und gewinnt mit der Zeit auch Alasdairs Unterstützung für seinen Plan. Alasdair hilft ihnen, das letzte wichtige Artefakt zu finden, welches die Wiederauferstehung von Giles erst möglich macht.

#### Anaheed
Anaheed war eine Jägerin in Buffys Jägerinnenorganisation, die auch nach den Ereignissen der 8. Staffel eine treue Anhängerin Buffys blieb. In der 9. Staffel wird Anaheed heimlich ihre Mitbewohnerin, um ein Auge auf Buffy zu behalten. Als sie Billy auf einer Mission begleitet, kommt die Wahrheit ans Licht.

#### Andrew Wells
Andrew war einst mit Warren und Jonathan einer von Buffys Feinden. In der siebten Buffy-Staffel konnte er sich jedoch für Buffys Sache begeistern und wurde Mitglied in der Scooby-Gang. Er war inoffizieller Wächter (der eigentliche Wächterrat wurde in der siebten Buffy-Staffel im Auftrag des Urbösen ermordet) der später abtrünnig gewordenen Jägerin Simone Doffler und leitete in der achten Staffel den Jägerinnen-Kader in Süditalien. Er versuchte vergeblich, Simone das Handwerk zu legen. In der 9. Staffel versetzt Andrew Buffys Geist – ohne ihr Wissen – in den Buffy-Bot, um sie von einer zunächst unbekannten Gefahr zu beschützen. Wie sich herausstellt, geht die Gefahr von der noch immer rachsüchtigen Simone aus. Diese entführt Buffys menschlichen Körper und Andrew muss Buffy und Spike dabei helfen, ihn zurückzubekommen. Später transferiert Andrew Buffys Geist zurück in ihren Körper.

#### Billy
Billy ist ein Jugendlicher, der Buffys Verbündeter wird. In seiner Heimatstadt wurde er als Homosexueller gemobbt und oft tätlich angegriffen, weshalb er begann, sich in Selbstverteidigung zu üben. Er lebt allein mit seiner Großmutter Sky; seine beste Freundin ist Katie. Billy beschließt gemeinsam mit dem ebenfalls homosexuellen Devon, gegen die beginnende Zompir-Plage in seiner Stadt vorzugehen. Nachdem sie gemeinsam einige Zivilisten, darunter auch Billys Großmutter, vor einer Horde Zompire zu retten, wird die Scooby Gang in San Francisco auf die Jungs aufmerksam. Buffy lädt beide zu sich ein, um professionell als Vampirjäger ausgebildet zu werden. Billy wird kurz darauf von Anaheed unter ihre Fittiche genommen und untersucht gemeinsam mit ihr Buffys mysteriöses Verschwinden während eines Kampfes gegen Zompire, als diese von Illyria nach Los Angeles teleportiert wurde.

#### Connor
Connor ist der Sohn der Vampire Angel und Darla, dessen Zeugung (obwohl physisch eigentlich unmöglich) aufgrund einer Prophezeiung möglich wurde. Seine Bestimmung war es, den Dämon Sahjhan zu vernichten, was ihm auch gelang. Als Baby wurde Connor von Angels Erzfeind Daniel Holtz in die Dämonendimension Quor'toth entführt, in die Angel ihnen nicht folgen konnte, und dazu erzogen, seinen Vater bis aufs Blut zu hassen. Nachdem er zurückgekehrt war, wurde Connor von Holtz und seinen Handlangern dazu manipuliert, Angel erbittert zu jagen. Aufgrund seiner Kindheit, der Erziehung durch Holtz und der daraus resultierenden Identitätskonflikte trug Connor einen drastischen psychischen Schaden davon. Um Connors mentale Gesundheit wiederherzustellen und ihm eine Chance auf ein normales Leben zu geben, ging Angel einen für ihn folgenschweren Deal mit der dämonischen Anwaltskanzlei Wolfram & Hart ein. Connor wurde mit einem veränderten Gedächtnis ausgestattet und lebte fortan ein vorerst normales Teenagerleben mit liebenden Eltern in einer gutbürgerlichen Gegend von Los Angeles. Später erinnerte er sich an sein vorheriges Leben und dankte seinem Vater für alles, was er für ihn getan hatte. Im Finale der Fernsehserie Angel – Jäger der Finsternis rettete Connor Angel das Leben. In der Comic-Fortsetzung Angel: Nach dem Fall, in dem von Dämonen überrannten Los Angeles, betrieb Connor eine sichere Zuflucht für Menschen und gutmütige Dämonen, und kämpfte u. a. gemeinsam mit Illyria, Spike und Angel gegen Wolfram & Hart. Er starb in Angels Armen. Nachdem diese Realität von den Höheren Mächten wieder rückgängig gemacht wurde, lebte Connor weiter in Los Angeles. In der 9. Staffel geht er dort aufs College und führt ein glückliches Leben, aus dem Angel sich herauszuhalten versucht und Connors Kontaktversuche in London gänzlich ignoriert. Durch Willow, die Connor um Hilfe bei ihrer Mission nach Quor'toth bittet, treffen Vater und Sohn wieder aufeinander und sprechen sich schließlich aus. In Quor'toth findet die Gruppe heraus, dass Connor von einem Stamm friedliebender Dämonen als Meister angebetet wird. Mit Willows Hilfe können Connors Anhänger der Höllendimension entfliehen.

#### Detective Dowling
Robert Dowling ist Mordfallermittler beim San Francisco Police Department. Seine Partnerin ist Miranda Cheung. Mit ihr ermittelt Dowling zu Beginn der Staffel in den seltsamen Mordfällen, dessen Opfer sich als ehemalige Vampire erweisen, deren Magie von Severin entzogen wurde. Buffy wird zunächst verdächtigt, etwas mit den Morden zu tun zu haben, und deswegen von Dowling festgenommen. Sie flieht und beweist später ihre Unschuld, doch Dowling entwickelt Interesse an Dämonen und Vampiren und wird auf Wunsch von Spike in deren Welt eingeführt. Nachdem Cheung infolge eines Kampfes mit Zompiren stirbt, wird Dowling zum Leiter der neu gegründeten Spezialabteilung für die Bekämpfung von Vampiren befördert. Um zu lernen, wie man gegen Zompire kämpft und sie vernichtet, begleitet Dowling fortan Buffy und Billy auf ihren Patrouillen und entwickelt scheinbar Gefühle für Buffy. Zu einem Date kommt es aber nicht, da Buffy für längere Zeit verschwindet (von Illyria entführt) und Dowling infolge eines Kampfes gegen Zompire verletzt im Krankenhaus landet. Später teilt Buffy ihm mit, dass sie an keiner romantischen Beziehung mit ihm interessiert ist.

#### Drusilla
Drusilla war als Mensch ein junges, frommes Mädchen, das über hellseherische Fähigkeiten verfügte, die sie und ihre Umwelt als eine Strafe Gottes wahrnahm. Angelus wurde auf sie aufmerksam und beschloss, sie zu seinesgleichen zu machen. Zuvor folterte er Drusilla psychisch, indem er alle, die sie liebte, umbrachte, um sie zu brechen, was aus ihr später eine hochgefährliche, psychopathische Vampirin machte. Da Angelus ihr Schöpfer ist, sieht sie ihn bzw. Angel als ihren Vater an und nennt ihn oft „Daddy“. Gemeinsam mit ihrem Geliebten Spike, Angelus und Darla hinterließ Drusilla eine blutige Spur in der Geschichte, bis sie 1998 mit Spike in Sunnydale auftauchte und zu einer direkten Feindin für Buffy wurde. Sie tötete die Jägerin Kendra und half Angelus dabei, eine Apokalypse herbeizuführen, bis sie von Spike, der von dem Plan nichts hielt und sich heimlich mit Buffy verschwor, außer Gefecht gesetzt und aus Sunnydale fortgebracht wurde. Nach kurzen weiteren Auftritten seit ihrer Trennung von Spike, taucht sie in der 9. Staffel bei Angel in London wieder auf. Drusilla, deren geistige Gesundheit vom Lorophage-Dämon wiederhergestellt wurde, hat ihren Lebensstil drastisch geändert. So lehnt sie neuerdings das Töten von Menschen ab und setzt sich für ein friedliches Zusammenleben mit ihnen ein. Drusilla hält sich den Dämon Lorophage als Haustier, der den Menschen ihre schmerzlichsten Erinnerungen aussaugt (und nicht selten ihren gesamten Verstand) und sie danken es Drusilla, indem sie sich von ihr beißen lassen. Drusilla plant, auch Angel durch den Lorophage Dämon von seinen Qualen zu erlösen, doch er wehrt sich mehrmals dagegen. Angel tötet den Dämon schließlich, wodurch Drusilla wieder wahnsinnig wird und vorerst das Weite sucht. Später greift sie Nadiras Kader an und tötet die Jägerin Marianne.

#### Kennedy
Kennedy ist eine ehemalige Jägerin, die durch Willows Zauber am Ende der 7. Buffy-Staffel ihre Kräfte erhalten hat. Davor wurde sie bereits für die Aufgabe als Jägerin vom Wächterrat trainiert. Sie kommt aus einer gutsituierten New Yorker Familie. Bis zum Ende der 8. Staffel war Kennedy in einer lesbischen Beziehung mit Willow. Willow versuchte stets, Kennedy von Buffys Organisation fernzuhalten, weil sie Angst um ihre Sicherheit hatte. Nach der Trennung der beiden wendete sich Kennedy von ihrer Berufung als Jägerin ab. Sie gründete die Bodyguardfirma Deepscan, die gleichgesinnte ehemalige Jägerinnen als hochbezahlte Bodyguards an reiche Kunden vermittelt. Buffy bewirbt sich in der 9. Staffel um einen Job bei Kennedy und wird von ihr getestet. Obwohl Buffy an dem Test scheitert, gibt Kennedy ihr eine Chance mit einem neuen Kunden. Die Jägerinnen geraten aneinander, als Buffy, entgegen Kennedys Anweisung, weiterhin auf die Jagd gehen will. Obwohl sie gemeinsam mit Buffy ihren Auftrag zum Schutz des Geschäftsmannes Theo Daniels meistert und ihr einen festen Job einbietet, lehnt Buffy dankend ab. Am Ende der Staffel kündigt Faith an, Kennedys Firma beitreten zu wollen.

#### Lavinia und Sophronia Fairweather
Lavinia und Sophie sind Giles’ eitlen Großtanten, die als mächtige Hexen in der Lage waren, sich durch Magie und Geschäfte mit Dämonen ihre Jugendlichkeit zu bewahren. Nach der Verbannung der Magie aus der Welt, fordern ihre Gläubiger ihre Schulden bei den Schwestern ein. Auf Angels Hilfe hoffend, tauchen sie in der 9. Staffel in Giles’ ehemaligen Anwesen auf. Während Lavinia sich für Angels Plan ausspricht, Giles wiederzubeleben, ist Sophie davon überhaupt nicht begeistert. Die Schwestern besitzen aber einen magischen Artefakt, mit dem Giles als Kind in Berührung kam und laut der Schwestern dadurch etwas von seiner kindlichen Unschuld daran haften blieb, und der sich als essenziell für die Umsetzung des Vorhabens erweist. Bei Giles’ Wiederbelebung wirkt sich der Gegenstand sowie die Erinnerungen von Lavinia und Sophie an ihren Neffen dementsprechend aus und Giles findet sich (sehr zu seinem Unmut) im Körper seines 12-jährigen Ichs wieder. Die Schwestern unterstützen Faith und Angel im Kampf gegen Whistler, Pearl und Nash, und kümmern sich hinterher um die infizierten Zivilisten.

#### Nadira
Nadira ist eine von Buffys ehemaligen Jägerinnen, deren Kader-Kolleginnen alle bis auf sie selbst von Twilights Unterstützern Pearl und Nash getötet wurden. Daraufhin schwor Nadira, sich an Angel und dem dämonischen Geschwisterpaar für ihre ermordeten Freundinnen zu rächen. Mit ihrem neuen Jägerinnen-Kader lebt Nadira in der 9. Staffel in London und trifft sich gelegentlich mit Faith, die ihnen bei verschiedenen Aspekten des Jägerinnendaseins beratend zur Seite steht, ohne zu wissen, dass diese mit Angel zusammenlebt. Aufgrund ihrer Vorgeschichte sammelt sich bei Nadira viel Unmut und Wut an, die ihre Persönlichkeit negativ beeinflussen, was sich beispielsweise in häufigen Kneipenschlägereien mit Zivilisten äußert. In einem Gespräch gelingt es Willow, Nadira zu trösten und sie dadurch positiver zu stimmen. Nachdem Nadira von Faiths Zusammenarbeit mit Angel erfährt, fühlt sie sich von ihr betrogen und wendet sich gemeinsam mit ihrem Kader von ihr ab. Später ist sie jedoch gezwungen, angesichts der Bedrohung durch den Dämon Eyghon, mit Angel und Faith zusammenzuarbeiten, obwohl sie weiterhin auf Rache an Angel aus ist. Sie kann schließlich von ihrem Plan abgebracht werden und unterstützt Faith und Angel im Endkampf der Staffel gegen Pearl, Nash und Whistler. Dabei wird Nadira schwer verletzt und zunächst für tot gehalten. Doch es gelingt ihr, gemeinsam mit Faith, Nash zu bezwingen, und den Kampf zu überleben. Sie macht daraufhin jedoch unklare physische Veränderungen durch, die auf ihre Heilung durch die Magie von Whistlers Energieball zurückgeführt werden.

#### George Patrick Lehane
George Patrick „Pat“ Lehane ist Faiths Vater, der aufgrund seiner Alkoholsucht nie für seine Tochter da war. Zudem saß er lange Zeit wegen Mordes im Gefängnis. Er taucht in der 9. Staffel in London auf und gibt vor, sich geändert zu haben. Faith gibt ihm eine neue Chance. Es kommt raus, dass Pat von einer Männerbande bedroht wird, der er viel Geld schuldet. Er fordert daher Faith auf, die Männer für ihn zu töten, da sie als Jägerin dazu in der Lage ist. Faith und Angel schlagen die Bande in die Flucht. Im Streit wird klar, wie wenig Pat seine Tochter wertschätzt und sehr er ihr die Fähigkeit abspricht, etwas Gutes aus sich und ihrem Leben zu machen. Seine abfälligen Aussagen verletzen Faith schwer und bringen Angel in Rage. Angel schmeißt Patrick aus der Wohnung und verbietet ihm unter Drohungen, Faith je wieder zu belästigen.